# Малфуф (салат)
Малфуф або Каббадж (араб. سلطة ملفوف‎) — традиційний ліванський салат, зазвичай складається з подрібненої капусти, лимонного соку, оливкової олії, часнику, солі та сушеної м’яти.